# 长冢智广
长冢智广（日语：／ Nagatsuka Tomohiro，1978年11月28日—），日本男子自行车运动员。他曾代表日本参加2000年、2004年和2008年夏季奥林匹克运动会自行车比赛，其中2004年奥运会获得一枚银牌。